# Walt Gilmore
Walt Gilmore (nacido el 27 de febrero de 1947 en Millen, Georgia) es un exjugador de baloncesto estadounidense que disputó una temporada en la NBA. Con 1,98 metros de estatura, lo hacía en la posición de alero.

## Trayectoria deportiva

### Universidad
Jugó durante cuatro temporadas con los Wildcats de la Universidad Estatal de Fort Valley, en las que promedió 17,2 puntos y 12,8 rebotes por partido.

### Profesional
Fue elegido en la vigésimo quinta posición del Draft de la NBA de 1970 por Portland Trail Blazers, y también en el draft de la ABA por The Floridians, fichando por los primeros. Allí jugó una única temporada, siendo uno de los jugadores menos utilizados, promediando 2,1 puntos y 2,7 rebotes por partido.
Al año siguiente firmó con Kansas City-Omaha Kings, pero fue cortado antes del comienzo de la competición. Es el único jugador de la historia de la NBA en llevar el número 48 en su camiseta.

## Estadísticas de su carrera en la NBA

### Temporada regular
| Temporada | Edad | Equipo                 | Liga | P  | TIT | MIN | TC  | TCA | %TC  | 3P | 3PA | %3P | TL  | TLA | %TL  | R.OF. | R.DEF. | REB | ASIS | ROB | TAP | PER | FP  | PTS |
| 1970-71   | 23   | Portland Trail Blazers | NBA  | 27 |     | 9.7 | 0.9 | 2.0 | .426 |    |     |     | 0.4 | 1.0 | .462 |       |        | 2.7 | 0.4  |     |     |     | 1.8 | 2.1 |
| Total     |      |                        | NBA  | 27 |     | 9.7 | 0.9 | 2.0 | .426 |    |     |     | 0.4 | 1.0 | .462 |       |        | 2.7 | 0.4  |     |     |     | 1.8 | 2.1 |